# Zeepoort
De Zeepoort is een natuurbrug in de Noord-Hollandse gemeente Bloemendaal. De passage ligt over de Zeeweg tussen Bezoekerscentrum De Kennemerduinen en Eerebegraafplaats Bloemendaal.
De kosten van de bouw werden in 2014 door de provincie Noord-Holland begroot op 5,7 miljoen euro. Een bijdrage van 2,5 miljoen vanuit de Europese Commissie vond geen doorgang. Met de bouw van de brug werd in november 2016 begonnen en op 15 september 2017 kon de passage in gebruik worden genomen.
De brug is een van drie die zijn gebouwd met de bedoeling de Natura 2000 gebieden Amsterdamse Waterleidingduinen en Nationaal Park Zuid-Kennemerland met elkaar te verbinden. Daarvoor was het nodig twee wegen en een spoorweg vrij passeerbaar te maken. De andere overkluizingen zijn de Zandpoort en de Duinpoort. Door de aanleg van deze ecoducten is het leefgebied van veel dieren en planten in het binnenduingebied verruimd.
De brug werd genomineerd voor de Betonprijs 2017.